# Боргояков, Валерий Михайлович
Валерий Михайлович Боргояков (26 июля 1986) — российский борец греко-римского стиля, призёр Кубка мира, призёр чемпионата России.

## Карьера
По итогам 2009 года признан лучшим спортсменом Хакасии. В июне 2010 года в Москве, одолев в финале Ивана Блатцева, стал чемпионом России. В конце 2010 года проходил службу в рядах Вооруженных сил России, где служил 5 месяцев. В феврале 2011 года на Кубке мира в Минске в составе сборной России стал серебряным призёром. На чемпионате Европы в Дортмунде остался в шаге от пьедестала, уступил в схватке за 3 место азербайджанцу
Эльденизу Азизли.

## Спортивные результаты
- Чемпионат России по греко-римской борьбе 2009 — ;
- Чемпионат России по греко-римской борьбе 2010 — ;
- Кубок мира по борьбе 2011 — ;
- Кубок мира по борьбе 2011 (команда) — ;
- Чемпионат Европы по борьбе 2011 — 5